# NGC 5043
NGC 5043 is een open sterrenhoop in het sterrenbeeld Centaur. Het hemelobject werd op 7 juni 1837 ontdekt door de Engelse astronoom John Herschel.

## Synoniem
- ESO 132-SC2